# 2020年サヒールグランプリ
2020年サヒールグランプリ (英語: 2020 Sakhir Grand Prix) は、2020年のF1世界選手権第16戦として、2020年12月6日にバーレーン・インターナショナル・サーキットのアウター・トラックで開催された。
正式名称は「Formula 1 Rolex Sakhir Grand Prix 2020」。

## 背景
開催に至る経緯
バーレーン・インターナショナル・サーキットは当初、3月22日に第2戦バーレーンGPとして開催される予定であったが、同GPを含めた多数のレースが新型コロナウイルス感染症の世界的流行によって延期または中止に追い込まれ、日程は一度白紙状態となった。8月25日にシーズン終盤戦の日程が発表され、同サーキットで2週連続の開催が決まり、1週目の前戦バーレーンGPは通常のグランプリ・トラックを使う一方、2週目の本レースはF1では初めてとなるアウター・トラックが使用されることになった。グランプリの名称であるサヒールは同サーキットの所在地から採られた。
タイヤ
本レースでピレリが持ち込むドライ用タイヤのコンパウンドはハード（白）：C2、ミディアム（黄）：C3、ソフト（赤）：C4の組み合わせ。
サーキット
前述した通り、F1では初めてアウター・トラックが用いられる。このレイアウトは全長が3.543kmと短い高速コースで、F1の事前シミュレーションによると予選のラップタイムは1分を切り、約54秒と予想されている。DRSゾーンはターン3から4とターン11からメインストレートの2ヶ所に設置される。前週に行われたバーレーンGPでロマン・グロージャンが事故に見舞われたターン3のガードレールは交換され、2列のタイヤバリアも追加された。これに加え、ターン9（グランプリ・トラックのターン13）のイン側にある縁石が撤去された。トラックリミットの厳格化を目指すFIAは、ターン8のトラックリミット違反を厳しく監視する。フリー走行及び予選ではトラックリミット違反となったラップタイムが抹消され、決勝では3回で警告を示す黒/白旗が出され、4回以上の場合はスチュワードに報告される。

## エントリー
- ハースは前戦バーレーンGPの決勝スタート直後に大クラッシュを喫し、マシンの炎上により両手の甲に火傷を負ったロマン・グロージャンに代わり、元F1チャンピオンのエマーソン・フィッティパルディの孫で同チームのテスト兼リザーブドライバーを務めるピエトロ・フィッティパルディを起用する[11]。
- メルセデスのルイス・ハミルトンは前戦バーレーンGPを制した翌日（11月30日）に体調不良を訴え、新型コロナウイルスの検査で陽性と判定されたため本レースの欠場が決まり[12]、同チームはハミルトンの代役として、メルセデスの育成プログラム出身でウィリアムズに在籍中のジョージ・ラッセルを起用する[13]。
- ウィリアムズはリザーブドライバーのジャック・エイトケンがラッセルに代わって出場する[13]。フィッティパルディとエイトケンは本レースがF1デビュー戦となる[11][14]。

## フリー走行
FP1は気温26度、路面温度30度で始まり、真っ先に周回を重ねたマクラーレン勢がカルロス・サインツJr.が56秒631、ランド・ノリスが56秒884と1分を切るタイムを出し、この時点で早々と1974年フランスGP(en)（ディジョン・プレノワ・サーキット）の予選でニキ・ラウダが記録した58秒79を超えた。ルイス・ハミルトンの病欠により急遽メルセデスに乗るジョージ・ラッセルが54秒546のトップタイムを出した。
FP2は気温24度、路面温度26度で始まり、ラッセルが54秒713でFP1に続いてトップタイムを出した。チームメイトのバルテリ・ボッタスは54秒506でラッセルより速いタイムを出していたが、ターン8のトラックリミット違反によりタイムが抹消された。ボッタスはその後も満足な走りができず11番手に終わった。ラッセルに続いたのはマックス・フェルスタッペンの54秒841だったが、フェルスタッペンはマシンバランスにおいてメルセデスとの差を感じ取った。
一夜明けたFP3は気温25度、路面温度30度で始まった。ハースはセッション開始を前にピエトロ・フィッティパルディのパワーユニットのうち、エナジーストア(ES)とコントロールエレクトロニクス(CE)の交換を行った。両コンポーネントとも年間最大基数を超える3基目となったため、グリッド降格ペナルティが科せられる。トップタイムはフェルスタッペンの54秒064だが、15番手のセバスチャン・ベッテルまでわずか0.794秒の差であった。

## 予選
2020年12月5日 20:00 AST(UTC+3)
- 気温24度、路面温度27度、ドライコンディション[24]

メルセデスのバルテリ・ボッタスが、病欠のルイス・ハミルトンに代わって急遽メルセデス・W11を駆るジョージ・ラッセルをわずか0.026秒差で抑え、今季5回目のポールポジションを獲得して意地を見せた。フロントローを独占したメルセデス勢は唯一Q2をミディアムタイヤで通過して、ハミルトン不在の中でも優位を見せつけた。マックス・フェルスタッペンはボッタスに0.056秒差で3番手、シャルル・ルクレールは新品のソフトタイヤがなくなったため2度目のアタックをしなかったが4番手に入った。アルファタウリ勢は2台ともQ3進出を果たしたが、アレクサンダー・アルボンはタイヤ戦略を見誤りQ2で敗退した。

### 予選結果
| 順位              | No. | ドライバー                   | コンストラクター                   | Q1     | Q2     | Q3     | Grid |
| ----------------- | --- | ---------------------------- | ---------------------------------- | ------ | ------ | ------ | ---- |
| 1                 | 77  | バルテリ・ボッタス           | メルセデス                         | 53.904 | 53.803 | 53.377 | 1    |
| 2                 | 63  | ジョージ・ラッセル           | メルセデス                         | 54.160 | 53.819 | 53.403 | 2    |
| 3                 | 33  | マックス・フェルスタッペン   | レッドブル-ホンダ                  | 54.037 | 53.647 | 53.433 | 3    |
| 4                 | 16  | シャルル・ルクレール         | フェラーリ                         | 54.249 | 53.825 | 53.613 | 4    |
| 5                 | 11  | セルジオ・ペレス             | レーシング・ポイント-BWTメルセデス | 54.236 | 53.787 | 53.790 | 5    |
| 6                 | 26  | ダニール・クビアト           | アルファタウリ-ホンダ              | 54.346 | 53.856 | 53.906 | 6    |
| 7                 | 3   | ダニエル・リカルド           | ルノー                             | 54.388 | 53.871 | 53.957 | 7    |
| 8                 | 55  | カルロス・サインツ           | マクラーレン-ルノー                | 54.450 | 53.818 | 54.010 | 8    |
| 9                 | 10  | ピエール・ガスリー           | アルファタウリ-ホンダ              | 54.207 | 53.941 | 54.154 | 9    |
| 10                | 18  | ランス・ストロール           | レーシング・ポイント-BWTメルセデス | 54.595 | 53.840 | 54.200 | 10   |
| 11                | 31  | エステバン・オコン           | ルノー                             | 54.309 | 53.995 |        | 11   |
| 12                | 23  | アレクサンダー・アルボン     | レッドブル-ホンダ                  | 54.620 | 54.026 |        | 12   |
| 13                | 5   | セバスチャン・ベッテル       | フェラーリ                         | 54.301 | 54.175 |        | 13   |
| 14                | 99  | アントニオ・ジョヴィナッツィ | アルファロメオ-フェラーリ          | 54.523 | 54.377 |        | 14   |
| 15                | 20  | ケビン・マグヌッセン         | ハース-フェラーリ                  | 54.705 |        |        | 15   |
| 16                | 6   | ニコラス・ラティフィ         | ウィリアムズ-メルセデス            | 54.796 |        |        | 16   |
| 17                | 89  | ジャック・エイトケン         | ウィリアムズ-メルセデス            | 54.892 |        |        | 17   |
| 18                | 7   | キミ・ライコネン             | アルファロメオ-フェラーリ          | 54.963 |        |        | 18   |
| 19                | 4   | ランド・ノリス               | マクラーレン-ルノー                | 54.194 | 54.693 |        | 19 1 |
| 20                | 51  | ピエトロ・フィッティパルディ | ハース-フェラーリ                  | 55.426 |        |        | 20 2 |
| 107% time: 57.677 |     |                              |                                    |        |        |        |      |
| ソース:           |     |                              |                                    |        |        |        |      |

追記
- ^1 - ノリスは決勝前に年間最大基数以上のPUコンポーネント（4基目のエンジン(ICE)/ターボチャージャー(TC)）に交換し、降格グリッド数が15に達したため後方グリッドに降格[30][31]
- ^2 - フィッティパルディはFP3を前に年間最大基数以上のPUコンポーネント（3基目のエナジーストア(ES)/コントロールエレクトロニクス(CE)）に交換し、降格グリッド数が15に達したため後方グリッドに降格[32][23]

## 決勝
2020年12月6日 20:10 AST(UTC+3)
- 気温21度、路面温度24度、晴、ドライコンディション[33]

イタリアGPと同じように、メルセデスにピットミスが発生し大波乱となったレースをセルジオ・ペレスが制した。ペレスにとっては、F1史上最も遅い190戦目での初優勝であり、レーシング・ポイントにとっても初優勝となった。2位に入ったルノーのエステバン・オコンもF1初表彰台。3位にはランス・ストロールが入り、レーシング・ポイントは初のダブル表彰台を獲得した。また、オコンは2018年途中のレーシング・ポイント発足時に同チームに在籍しており、本レースはレーシング・ポイントでの参戦経験があるドライバーが表彰台を占めることとなった。メキシコ人の優勝は1970年ベルギーGPのペドロ・ロドリゲス以来50年ぶりである。ペレスはスタート直後にシャルル・ルクレールに接触してピットインを強いられ最後尾まで順位を落としたが、そこから巻き返しての優勝だった。なお、ルクレールはペレスとの接触によって行き場を失ったマックス・フェルスタッペンとともにクラッシュした件により、次戦アブダビGPで3グリッド降格のペナルティが科せられた。初優勝を逃したジョージ・ラッセルはバルテリ・ボッタス用のタイヤを装着した件で審議対象となったが、チームに罰金が科せられただけで済み、初入賞（9位）と初のファステストラップが確定した。

### 展開
ラッセルがスタートを決め、スタートの蹴り出しが鈍かったボッタスをターン1でパス。メルセデス勢の後ろでルクレール、フェルスタッペン、ペレスの3人が3位争いをする中、ターン4でルクレールがブレーキングを遅らせすぎた結果、ペレスに接触してスピン、ルクレールはフロントサスペンションを損傷してしまう。フェルスタッペンはこれを回避しようと減速してワイドターンを取ったが、ターン4外が特殊舗装のアスファルトではなくグラベルであったことに気づかずに侵入したことでトラクションを失い、バリアに衝突した。ルクレールとフェルスタッペンはリタイアしたが、ペレスはフロアにダメージがあったもののピットに戻ることができ、ミディアムタイヤに交換して最後尾を走行した。ターン3ではライコネンが単独スピンしたがダメージはなくそのままレースに復帰した。
このアクシデントを受けて入ったセーフティカー（SC）が7周目に解除されると、1位走行のラッセルがファステストラップを連発する走りで徐々にリードを広げていく。その後ろにはマクラーレン、アルファタウリ、ルノーのドライバーが続いた。ペレスは20周目にはポイント圏内の10位に浮上。50周目には全チームが最初のピットストップを行い、トップ3はラッセル、ボッタス、サインツ。 ペレスは2回目のピットストップを行い、9番手で復帰した。
54周目にラティフィが、ターン8でオイル漏れを起こしてリタイアし、バーチャル・セーフティカー（VSC）が導入された。トップを走る2台のメルセデスの後ろにいた数人のドライバーがタイヤ交換のためにピットインした。サインツとリカルドはVSCの解除が予想よりも早かったことから、グリーンフラッグ下でのピットインを余儀なくされ、順位を下げてしまった。SC中のステイアウトを選択したペレスが3位に浮上し、オコンが4位、ストロールが5位となった。
61周目、15位のジャック・エイトケンがスピンしてフロントウイングをバリアに接触させウイングが脱落。本レース2回目のVSCが発動した。メルセデスは63周目に両ドライバーのピットインを選択し、この時点でVSCはデブリ回収のためSCに変更された。メルセデスのタイヤクルーとの無線通信に問題があったため、どちらのタイヤを先に準備するかでピットに混乱が生じた。ラッセルはボッタスのフロントタイヤを誤って装着した状態でコースに復帰し、ボッタスに関してはクルーが作業中にミスに気付いたため、とりあえず自分が履いてきたタイヤを再装着して送り出されることになり、30秒近くのタイムロスとなった。ラッセルは次の周に正しいタイヤを装着するために再びピットインすることを余儀なくされた。ボッタスが4位、ラッセルが5位となり、トップ3にはペレス、オコン、ストロールが入った。
69周目にSCが終了すると、トップ4ドライバーの中で唯一フレッシュタイヤを履いていたラッセルは73周目までにボッタス、ストロール、オコンを次々にオーバーテイクして2位に浮上。ボッタスはピット作業の混乱で結局交換できずじまいのままのハードタイヤの性能低下で9位に後退。78周目、ラッセルのマシンは左リアタイヤのパンクに見舞われ、再びタイヤ交換のためのピットインを余儀なくされ14番手まで後退したが9位まで挽回し、自身のF1キャリア初のポイントとファステストラップポイントを獲得した。レースはこのままペレスが逃げ切り、キャリア初優勝を飾った。

### レース結果
| 順位    | No. | ドライバー                   | コンストラクター                   | 周回数 | タイム/リタイア原因 | Grid | Pts. |
| ------- | --- | ---------------------------- | ---------------------------------- | ------ | ------------------- | ---- | ---- |
| 1       | 11  | セルジオ・ペレス             | レーシング・ポイント-BWTメルセデス | 87     | 1:31:15.114         | 5    | 25   |
| 2       | 31  | エステバン・オコン           | ルノー                             | 87     | +10.518             | 11   | 18   |
| 3       | 18  | ランス・ストロール           | レーシング・ポイント-BWTメルセデス | 87     | +11.869             | 10   | 15   |
| 4       | 55  | カルロス・サインツ           | マクラーレン-ルノー                | 87     | +12.580             | 8    | 12   |
| 5       | 3   | ダニエル・リカルド           | ルノー                             | 87     | +13.330             | 7    | 10   |
| 6       | 23  | アレクサンダー・アルボン     | レッドブル-ホンダ                  | 87     | +13.842             | 12   | 8    |
| 7       | 26  | ダニール・クビアト           | アルファタウリ-ホンダ              | 87     | +14.534             | 6    | 6    |
| 8       | 77  | バルテリ・ボッタス           | メルセデス                         | 87     | +15.389             | 1    | 4    |
| 9       | 63  | ジョージ・ラッセル           | メルセデス                         | 87     | +18.556             | 2    | 3 FL |
| 10      | 4   | ランド・ノリス               | マクラーレン-ルノー                | 87     | +19.541             | 19   | 1    |
| 11      | 10  | ピエール・ガスリー           | アルファタウリ-ホンダ              | 87     | +20.527             | 9    |      |
| 12      | 5   | セバスチャン・ベッテル       | フェラーリ                         | 87     | +22.611             | 11   |      |
| 13      | 99  | アントニオ・ジョヴィナッツィ | アルファロメオ-フェラーリ          | 87     | +24.111             | 14   |      |
| 14      | 7   | キミ・ライコネン             | アルファロメオ-フェラーリ          | 87     | +26.153             | 18   |      |
| 15      | 20  | ケビン・マグヌッセン         | ハース-フェラーリ                  | 87     | +32.370             | 15   |      |
| 16      | 89  | ジャック・エイトケン         | ウィリアムズ-メルセデス            | 87     | +33.674             | 17   |      |
| 17      | 51  | ピエトロ・フィッティパルディ | ハース-フェラーリ                  | 87     | +36.858             | 20   |      |
| Ret     | 6   | ニコラス・ラティフィ         | ウィリアムズ-メルセデス            | 52     | オイル漏れ          | 16   |      |
| Ret     | 33  | マックス・フェルスタッペン   | レッドブル-ホンダ                  | 0      | アクシデント        | 3    |      |
| Ret     | 16  | シャルル・ルクレール 1       | フェラーリ                         | 0      | 接触                | 4    |      |
| ソース: |     |                              |                                    |        |                     |      |      |

追記
- ^FL - ファステストラップの1点を含む
- ^1 - ルクレールはターン4でペレスと接触し、フェルスタッペンを巻き込む形でリタイアした件の責任を問われ、次戦アブダビGPでの3グリッド降格ペナルティとペナルティポイント2点（合計3点）が科せられた[41][36]

優勝者セルジオ・ペレスの平均速度
202.513 km/h (125.836 mph)
ファステストラップ
- ジョージ・ラッセル - 55.404 (80周目)

ラップリーダー
太字は最多ラップリーダー
- ジョージ・ラッセル - 59周 (1-45, 50-63)
- バルテリ・ボッタス - 4周 (46-49)
- セルジオ・ペレス - 24周 (64-87)

## 第16戦終了時点のランキング
|         | 順位 | ドライバー                 | ポイント |
| ------- | ---- | -------------------------- | -------- |
|         | 1    | ルイス・ハミルトン         | 332      |
|         | 2    | バルテリ・ボッタス         | 205      |
|         | 3    | マックス・フェルスタッペン | 189      |
| 1       | 4    | セルジオ・ペレス           | 125      |
| 1       | 5    | ダニエル・リカルド         | 112      |
| ソース: |      |                            |          |

|         | 順位 | コンストラクター                   | ポイント |
| ------- | ---- | ---------------------------------- | -------- |
|         | 1    | メルセデス                         | 540      |
|         | 2    | レッドブル-ホンダ                  | 282      |
| 1       | 3    | レーシング・ポイント-BWTメルセデス | 194      |
| 1       | 4    | マクラーレン-ルノー                | 184      |
|         | 5    | ルノー                             | 172      |
| ソース: |      |                                    |          |

- 注：ドライバー、コンストラクター共にトップ5のみ表示。